# MBP (化合物)
MBP（化学名：4-甲基-2,4-双(4-羟苯基)戊-1-烯）是一种有机化合物，分子式C18H20O2，是双酚A在体内的主要代谢产物，具有极强的雌激素活性。